# راية حمراء

الراية الحمراء هي تعبير يستخدم للدلالة على العديد من إشارات التنبيه والتحذير الصريحة والضمنية. ومن الممكن استخدامها في سياقات متعددة كالتحذير أو عندما تبدو الأشياء جيدة جدًا لدرجة أنها تبدو غير صحيحة أو للإشارة إلى النتائج الجيدة غير المتوقعة.
وقد ورد تعبير «الراية الحمراء» في قاموس أوكسفورد الإنجليزي ويرجع أول ذكر له إلى عام 1602 حيث استخدمت الراية للمرة الأولى على يد قوات عسكرية للإشارة إلى الاستعدادات العسكرية للمعركة.
ويعود تاريخ أقدم ذكر لمصطلح «الراية الحمراء» بوصفها إشارة من إشارات التحذير إلى عام 1777 للتحذير من الفيضان.
كما يأتي التعبير «رفع الراية الحمراء» من عدد من الاستخدامات المتنوعة للعلم في الحياة الحقيقية. فتعني الراية الحمراء (أو الضوء الأحمر) في إشارات السيمافور على السكك الحديدية توقف مفاجيء لحركة القطار، وتستخدمها القوات المسلحة لتحذير المواطنين من التدريبات بالذخيرة الحية، وفي بعض الأحيان تستخدمها السفن التي تنقل الذخيرة (في هذا السياق، تشير الراية في الحقيقة إلى راية حرف (B) في حروف أعلام الإشارات البحرية الدولية، أي راية ذيل الخطاف الحمراء). وفي العديد من الدول، تستخدم الراية الحمراء للإشارة إلى أنشطة الرماية عندما تجري في أحد مضمامير الهواء الطلق. تشير القوات الجوية الأمريكية إلى أكبر مناوراتها العسكرية السنوية باسم عملية الراية الحمراء. كما تستخدم في سباقات السفن للفرق للدلالة على إشارات متنوعة (انظر قواعد سباقات السفن). أما تحذير الراية الحمراء فهي إشارة إلى خطر حريق هائل، وعلى الشاطئ تحذر الراية الحمراء من أحوال الماء الخطيرة (وتعني الرايات الحمراء المزدوجة إغلاق الشاطئ). وتشير الرايات الحمراء بتصاميمها المختلفة إلى الرياح الخطيرة وأحوال الأمواج للبحارة. وفي سباق السيارات، تشير الراية الحمراء إلى توقف السباق نظرًا لوجود ظروف خطيرة.
وعند الإشارة إلى الخطورة أو المشكلة بالراية الحمراء فهو تقليد يعود أصله إلى القرن التاسع عشر. فيستخدم تعبير «الراية الحمراء»، على سبيل المثال، خلال فحص الاتصالات ويشير إلى كلمات أو عبارات معينة ذات دلالة في القضية. كما يستخدم مرشح البريد العشوائي الإلكتروني، مثلاً، هذا التعبير أيضًا.